# 劉宇軒
劉宇軒（英語：Lau Yue Hin，2001年3月29日—），香港男歌手，男子組合MATCH成員。

## 簡歷
2023年，劉宇軒參加《全民造星V》，獲馮允謙賞識進入94強，最終30強止步。比賽後，他與雷振耀、鄭仲豪、何家銘及李嘉俊自組男團MATCH出道。
2024年，他推出個人單曲《AWAY》。

## 音樂作品

### 單曲
| 推出日期 | 曲目 | 作曲               | 填詞               | 編曲                         | 監製            | 備註             |
| 2024年   |      |                    |                    |                              |                 |                  |
| 4月1日   | AWAY | YueHin             | YueHin             | Jim Loo、Michael Lam、YueHin | CY Fung、YueHin | 首支個人單曲     |
| 2025年   |      |                    |                    |                              |                 |                  |
| 4月13日  | 情仙 | JACONOJACO、YueHin | JACONOJACO、YueHin | 不適用                       | YueHin、CY Fung | 與JACONOJACO合唱 |

## 外部連結
- 劉宇軒的Instagram帳戶